# 密克羅尼西亞聯邦奧林匹克委員會
密克羅尼西亞聯邦奧林匹克委員會（Federated States of Micronesia National Olympic Committee）是密克羅尼西亞的國家奧林匹克委員會。該組織成立於1995年，是國際奧委會和大洋洲國家奧林匹克委員會的成員。2000年，首次派員參加在澳洲悉尼舉行的夏季奧運會。
現時，密克羅尼西亞聯邦奧林匹克委員會的總部設在首都帕利基爾，主席是Mr Berney Martin。 

## 資料來源
1. ↑  .   [2014-03-05]. （原始内容存档于2009-02-20）.